# 境界カメラ
境界カメラとは、「ほんとうに映った!監死カメラ」のプロデューサー有馬が運営するホラーチャンネル。ニコニコ生放送で毎週金曜日21時より放送している番組。運営会社は株式会社エル・エー。
境界カメラの名称には「ニコニコチャンネルの生放送番組」と「ドキュメンタリーホラーDVD作品」のふたつの媒体が存在している。
「生放送チャンネル」は心霊・ホラー・オカルト・サブカルチャーが融合している番組。週替わりでコーナーと出演者が変わる。〇〇カメラという仮の名前でスタートし、〇〇の部分を視聴者から募集したアンケートの結果、「境界カメラ」となった。基本的に前半部分は無料視聴可能で、後半はチャンネル会員限定となっている。たまに公式放送やスペシャルで単発の企画などもある。
2022年12月18日を以って全ての生配信の終了を発表し、以降は過去の配信アーカイブをアップロードするのみとなった。
「DVD」は上記生放送チャンネルで配信された『ナリモトD失踪事件』を追う放送を基に編集された全4巻の長編ドキュメンタリー作品。

## ニコニコ生放送出演者

### 主な境界カメラスタッフ
| 名前       | 紹介                                                                          |
| ---------- | ----------------------------------------------------------------------------- |
| 有馬顕     | 境界カメラのプロデューサー。 妻:椎名綾子 ペット:じゃじゃ丸                    |
| デモ田中   | 俳優。映画監督。ラーメンに詳しい。                                            |
| 椎名綾子   | モデル。視聴者からは美人と呼ばれている。                                      |
| じゃじゃ丸 | 種類:犬(パピヨン) 性別:オス 好きな事(人):椎名さん 嫌いな事:お尻に触られること |
| みきてー   | 配信・運営コメントを担当。                                                    |
| ポリス     | 配信・カメラを担当。                                                          |

### レギュラーコーナー
| コーナー名                         | 担当者               | 番組内容 |
| ---------------------------------- | -------------------- | --- |
| 心霊探偵じゃじゃ丸                 | じゃじゃ丸、椎名綾子 | 心霊探偵であるじゃじゃ丸（イヌ科）が心霊スポットに突撃。                                                     |
| カトールさんの(出張)魔術堂         | KATOR                | 魔術堂のおすすめ商品からリスナーからの相談まで、オカルト界のレジェンドがカトールさんがなんでも答えてくれる。 |
| デモ田中のTVパーティー             | デモ田中             | デモ田中が様々な業界の風変わりな人を呼んでトーク。                                                           |
| 徳田神也回                         | 徳田神也             | 徳田神也の理詰め＆BLUES＋がリニューアル。わりと重めな話を雑談で喋り倒す。                                    |
| 賀々贒三と暗号統制局@不占洞        | 賀々贒三             | 新宿抜弁天にひっそりと構える占いの館「不占洞」。占い師＆映画監督、賀々贒三の新コーナー。                     |
| イカワと最恐のホラー映画を作ろう！ | 井川広太郎           | ナリモトD失踪事件におけるキーパーソンで、映画監督でもあるイカワが、ホラー映画作りに挑戦する企画。            |
| てーてー姉妹のゲームマニア！       | みきてー、まおてー   | みきてーと妹のまおてーによるホラーゲーム実況放送。                                                           |
| シェフポリスのお供えメシ！         | ポリス               | 元警官であり元シェフでもあるポリスの偉人たちにお供えする料理を作るお料理番組。                               |
| 金ローの真裏！                     | ゲスト               | 番組に関わりのある監督たちの初期作品が観られる不定期企画。                                                   |
| 歓楽街の闇                         | ポリス、みきてー     | 歓楽街で起きた様々な事故・事件・心霊スポットを徹底取材。現地から生配信で紹介する凸番組。                     |

## 過去に放送していたコーナー
- ナリモトD失踪事件：失踪したディレクターと投稿ビデオの謎を追うコーナー。
- 心霊動画部 金田萌黄：金田萌黄が他社のホラービデオに心霊動画を投稿して、賞金の9万円ゲットを目指す。
- K-FILE：菅野君が宇宙人の撮影に挑む。
- オバケのツボ：出演者が紙芝居形式で他社のホラービデオを紹介。
- KATORの怖い夜：カトールのオカルトグッズ紹介&投稿心霊体験談を監死カメラメンバーが再現ドラマ化。
- テラコーの妄想推理ドキュメント：映画監督の寺内康太郎が未解決事件やオカルト現象の真相に迫る。
- 境界カメラ映像祭：井川広太郎監督、賀々贒三監督、そしてカトール監督による短編映画を一挙上映！境界カメラ初の映像祭。

## 放送リスト

### 2017年
| No.  | 放送日    | タイトル | 備考                          |
| ---- | --------- | --- | ----------------------------- |
| #0   | 07/22(土) | 緊急特番!! 「監死カメラ」の『キンタ・KATOR・菅野君』が再集結‼ 「〇〇カメラ」（仮）発動宣言‼                                                |                               |
| #1   | 08/05(土) | 戦慄の投稿映像徹底分析！ そして失踪したディレクターを知る女性スタッフが登場！                                                              |                               |
| #2   | 08/12(土) | 新シリーズ「K‐FILE」始動!! 数々の霊を撮影してきた菅野君 今度は未確認生物の撮影に挑む!!                                                     |                               |
| #3   | 08/19(土) | 新シリーズ「緊急特番!! 心霊動画部 金田萌黄」 キンタが他社のホラードキュメンタリーに採用されるべき心霊映像を撮影するチャレンジ企画!!        |                               |
| #4   | 08/26(土) | 新シリーズ「夏休み特別企画!! オバケのツボ」 出演者が他社の投稿ホラー作品の魅力を余すところなく紹介!!                                       |                               |
| #5   | 09/02(土) | ～アシスタントオーディション～ |                               |
| #6   | 09/09(土) | 「緊急特番!! 心霊動画部 金田萌黄」 キンタが他社のホラードキュメンタリーに採用されるべき心霊映像を撮影するチャレンジ企画!!                  |                               |
| #7   | 09/16(土) | 「ナリモトD失踪事件報告会」第3弾！ 新たな証言者の登場!                                                                                     |                               |
| #8   | 09/23(土) | 新シリーズ 「KATORの怖い夜 ～第一夜～」 オカルト界のペ・ヨンジュンことKATOR氏が視聴者から寄せられた心霊現象を徹底解説!!                    |                               |
| #9   | 09/30(土) | 「特別企画!! オバケのツボ」 出演者が他社の投稿ホラー作品の魅力を余すところなく紹介!!                                                       |                               |
| #9.5 | 10/7(土)  | 監死カメラのメンバー再集結！『境界カメラ』初公式記念★ゴールデン7時間生放送！                                                               |                               |
| #10  | 10/7(土)  | 初公式記念★ゴールデン7時間生放送！の続き                                                                                                   |                               |
| #11  | 10/14(土) | 人気シリーズ「K‐FILE」第2弾!! 数々の霊を撮影してきた菅野君 今度は未確認生物の撮影に挑む!! 今回は有力な情報提供者が現る！                   |                               |
| #12  | 10/21(土) | 「ナリモトD失踪事件報告会」第4弾！ 遂にナリモトが消えた廃墟へ潜入！アシスタントは期待の新人『ふゆふきうどん』登場！                        |                               |
| #13  | 10/28(土) | 第3回オバケのツボ 辻沢綾香を筆頭に出演者達が勝手に他社の投稿ホラー作品の魅力を余すところなく紹介する人気企画!!                             |                               |
| #14  | 11/04(土) | 緊急会議！「境界カメラ」のこれからをみんなで語ろう！                                                                                       |                               |
| #15  | 11/11(土) | 企画会議！「境界カメラ」新企画を具体的にしていこう。歌舞伎町ゴールデン街から全編無料配信！                                                 |                               |
| #16  | 11/17(金) | 「デモ田中のTVパーティー」#01 現存する日本最古のシャーマン=ぐーへん北岡先生とその弟子をお迎えします 「デモ田中のTVパーティー」#01 のつづき | ※この回より放送日が金曜に変更 |
| #17  | 11/24(金) | 第4回オバケのツボ 出演者達が勝手に他社のホラー作品の魅力を余すところなく紹介する人気企画!!                                                 |                               |
| #18  | 12/1(金)  | 「KATORの怖い夜 ～第三夜～」 オカルト界のペ・ヨンジュンことKATOR氏が視聴者から寄せられた心霊現象を徹底解説!!                               |                               |
| #19  | 12/8(金)  | 「デモ田中のTVパーティー」#02 UFO映画監督 柴田 剛氏をお迎えします（有馬も参加）                                                            |                               |
| #20  | 12/15(金) | 「心霊探偵じゃじゃ丸」#01 |                               |
| #21  | 12/18(金) | 『ニコ生冬ホラー』境界カメラバージョン！ 12/15の生放送で怪奇現象を徹底解析！KATOR氏も電話で参戦！＞                                        |                               |
| #22  | 12/22(金) | 関係者たちの集う忘年会を生中継！ ～今年はいろいろありましたね～                                                                            |                               |

### 2018年
| No.   | 放送日    | タイトル | 備考 |
| ----- | --------- | --- | ---- |
| #23   | 01/12(金) | イベント開催記念！～はじめてのオフイベント内容をついに発表！～                                                                                                |      |
| #24   | 01/19(金) | 「心霊探偵じゃじゃ丸」#02 |      |
| #25   | 01/27(土) | 初オフイベント開催！「第1回監死カメラアワード」生中継 |      |
| #26   | 02/02(金) | 「デモ田中のTVパーティー」#03 |      |
| #27   | 02/09(金) | 新コーナー！「徳田神也の理詰め＆BLUES＋」第1回～おいでやす～                                                                                                  |      |
| #28   | 02/16(金) | テラコーの妄想推理ドキュメント【＃01】 |      |
| #29   | 02/23(金) | 「心霊探偵じゃじゃ丸」#03 |      |
| #30   | 03/05(月) | 「デモ田中のTVパーティー！#04」 |      |
| #31   | 03/09(金) | テラコーの妄想推理ドキュメント【＃02】 |      |
| #32   | 03/16(金) | 「徳田神也の理詰め＆BLUES＋」第2回～究極の怨霊～ |      |
| #33   | 03/23(金) | 「心霊探偵じゃじゃ丸」#04 |      |
| #34   | 04/06(金) | 「デモ田中のTVパーティー！#05」 |      |
| #35   | 04/13(金) | 「テラコーの妄想推理ドキュメント」＃03 |      |
| #36   | 04/20(金) | 「徳田神也の理詰め＆BLUES＋」第3回～黄昏質問群～ |      |
| #37   | 04/27(金) | 「心霊探偵じゃじゃ丸」＃05 |      |
| #38   | 05/04(金) | 「デモ田中のTVパーティー！#06」 |      |
| #39   | 05/11(金) | 「テラコーの妄想推理ドキュメント」＃04 うどんちゃんが休みなので代わりに岸君が久しぶりに登場！                                                                 |      |
| #40   | 05/18(金) | 「徳田神也の理詰め＆BLUES＋」第4回 ～おさらい・日本オカルト大全～                                                                                             |      |
| #41   | 05/25(金) | 「心霊探偵じゃじゃ丸」＃06 |      |
| #42   | 06/01(金) | 「心霊探偵じゃじゃ丸 #07」 ～「大捜索 デモ田中」緊急事態だよ！助けてカトールさん！～                                                                          |      |
| #43   | 06/08(金) | 「テラコーの妄想推理ドキュメント」最終回 |      |
| #44   | 06/15(金) | 「徳田神也の理詰め＆BLUES +」 第5回 ～ハラタツ50～ …ハラタツこと、ありますよね？                                                                              |      |
| #45   | 06/30(土) | DVD発売記念オフイベント開催！徳田神也のTVパーティー！生中継！                                                                                                 |      |
| #46   | 07/06(金) | 「デモ田中のTVパーティー！#07」 |      |
| #47   | 07/13(金) | 「緊急特番!! ニコ生ホラー百物語2018の予行練習」 今月開催される恒例となったニコ生ホラー百物語。「監死カメラシリーズ」のDテラコーが他社のホラー作品を徹底解説!! |      |
| #48   | 07/20(金) | 徳田神也の理詰め＆BLUES + 第6回 ～◯◯なき◯い～ |      |
| #48.5 | 07/26(木) | 監死カメラ＆境界カメラ 百物語SP/ホラー百物語 |      |
| #49   | 07/28(金) | 「心霊探偵じゃじゃ丸 #08」～八王子城趾～ |      |
| #50   | 08/03(金) | ニコ生ホラー百物語・オバケのツボスペシャル！！ |      |
| #51   | 08/10(金) | 徳田神也の理詰め＆BLUES + 第7回 ～天狗が裁くよ！～ |      |
| #52   | 08/17(金) | 「監死カメラ」VS「心霊写真部」/ニコ生ホラー百物語2018特別版 永江二朗監督生出演!!                                                                              |      |
| #53   | 08/24(金) | 「心霊探偵じゃじゃ丸 #09」 ～女だらけの心霊スポット探検 in西郷山公園！ポロリもあるよ？～                                                                      |      |
| #54   | 09/07(金) | 「デモ田中のTVパーティー！#08」 ～賀々贒三監督が、国会議事堂前で知らないおじさんに渡されたUSBの中身を検証！～                                                 |      |
| #55   | 09/14(金) | 「境界カメラ」VS「ビッグサマ－」/ニコ生ホラー百物語2018特別版 夏目大一朗監督生出演!!                                                                          |      |
| #56   | 09/21(金) | 徳田神也の理詰め＆BLUES + 第8回 ～みんなで幽霊を見る日～ |      |
| #57   | 09/28(金) | 「心霊探偵じゃじゃ丸 #10」 |      |
| #58   | 10/05(金) | 「デモ田中のTVパーティー！#09」 ～賀々贒三監督が、国会議事堂前で知らないおじさんに渡されたUSBの中身検証！続編～                                               |      |
| #59   | 10/19(金) | 徳田神也の理詰め＆BLUES + 第9回 ～ちゃうんちゃう3ZONE～ |      |
| #60   | 10/26(金) | 「心霊探偵じゃじゃ丸 #11」 |      |
| #61   | 11/02(金) | 「デモ田中のTVパーティー！#09」 |      |
| #62   | 11/09(金) | 徳田神也の理詰め＆BLUES + 第10回 〜天狗にさらわれた少年の話〜                                                                                                 |      |
| #63   | 11/23(金) | 「心霊探偵じゃじゃ丸 #12」 |      |
| #64   | 12/07(金) | 「心霊探偵じゃじゃ丸 #13」 |      |
| #65   | 12/14(金) | デモ田中のTVパーティー！#10 |      |
| #66   | 12/21(金) | 大忘年会！ |      |

### 2019年
| No. | 放送日     | タイトル                                                                            | 備考 |
| --- | ---------- | ----------------------------------------------------------------------------------- | ---- |
| #67 | 01/11(金)  | 新年あけましておめでとうございます！「心霊探偵じゃじゃ丸」 #14                      |      |
| #68 | 01/18(金)  | 徳田神也回#1・「死についての雑談」                                                  |      |
| #69 | 01/25(金)  | 新年新企画「カトールさんの(出張)魔術堂」なんと魔術堂から配信!!!                     |      |
| #70 | 02/01(金)  | 「心霊探偵じゃじゃ丸」 #15 ライバル登場！人工知能備えた心霊探偵アレクサとのコラボ！ |      |
| #71 | 02/08(金)  | 新企画！「賀々贒三と暗合統制局@不占洞」！                                           |      |
| #72 | 02/15(金)  | 徳田神也回#2 「宗教についての雑談」                                                 |      |
| #73 | 02/22(金)  | 「カトールさんの(出張)魔術堂」#2                                                    |      |
| #74 | 03/01(金)  | 「心霊探偵じゃじゃ丸」 #16                                                          |      |
| #75 | 03/08(金)  | 徳田神也回#3                                                                        |      |
| #76 | 03/15(金)  | 「賀々贒三と暗合統制局@不占洞」ゆうばり映画祭報告アリ                               |      |
| #77 | 03/22 (金) | 「カトールさんの(出張)魔術堂」#3                                                    |      |
| #78 | 04/05 (金) | 「カトールさんの(出張)魔術堂」#4                                                    |      |
| #79 | 04/12 (金) | 「賀々贒三と暗合統制局@不占洞 #4」                                                  |      |
| #80 | 04/26 (金) | 寺内監督と『境界カメラ3』鑑賞会                                                     |      |
| #81 | 05/03 (金) | 「カトールさんの(出張)魔術堂」#5                                                    |      |
| #82 | 05/10 (金) | 徳田神也回#4「宇宙についての雑談」                                                  |      |
| #83 | 05/17 (金) | 「心霊探偵じゃじゃ丸」 #17                                                          |      |
| #84 | 05/24 (金) | 「賀々贒三と暗合統制局@不占洞 #5」                                                  |      |
| #85 | 06/07(金)  | 「カトールさんの(出張)魔術堂」#6                                                    |      |
| #86 | 06/14 (金) | 「心霊探偵じゃじゃ丸」 #18 〜じゃじゃ丸生誕祭〜                                     |      |
| #87 | 06/21 (金) | 徳田神也回#5                                                                        |      |
| #88 | 06/28 (金) | 「賀々贒三と暗合統制局@不占洞 #5」                                                  |      |
| #89 | 07/05 (金) | 「カトールさんの(出張)魔術堂」#7                                                    |      |

## 「境界カメラDVD」ナリモトD失踪事件
心霊ビデオの制作中に謎の失踪と遂げたディレクター「ナリモト」を探すドキュメンタリー。様々な証言者に生放送でインタビューするという手法で制作された。2017年から開始され2019年に解決（途中1年間の休止期間）。
「境界カメラ」の立ち上げ企画であった。生放送は2019年1月31日を以て完結した。その内容を映像作品にしたものが『境界カメラDVD』である。

## DVDスタッフ
- プロデューサー：有馬顕
- 監督：寺内康太郎
- ナレーター：鈴木智晴
- 編集：遠藤香代子
- 製作・制作：エル・エー
- 発売：エル・エー
- 販売：AMGエンタテインメント

## シリーズ
| 作品名      | 発売日         | プロデューサー | 監督       |
| ----------- | -------------- | -------------- | ---------- |
| 境界カメラ1 | 2018年07月04日 | 有馬顕         | 寺内康太郎 |
| 境界カメラ2 | 2019年01月05日 | 有馬顕         | 寺内康太郎 |
| 境界カメラ3 | 2019年04月26日 | 有馬顕         | 寺内康太郎 |
| 境界カメラ4 | 2019年08月02日 | 有馬顕         | 寺内康太郎 |